# 지구라트
지구라트는 고대 메소포타미아에서 건설된 거대한 구조물의 한 종류이다. 위로 갈수록 작아지는 층들이 계단식으로 쌓인 형태를 띠고 있다. 유명한 지구라트로는 나시리야 근처의 우르의 지구라트, 바그다드 근처의 아카르 쿠프 지구라트, 현재는 사라진 바빌론의 에테멘앙키, 후제스탄의 초가 잔빌, 그리고 시알크 등이 있다. 수메르인들은 신들이 지구라트 꼭대기의 신전에 산다고 믿었으며, 따라서 오직 사제들과 매우 존경받는 사람들만이 들어갈 수 있었다. 수메르 사회는 이들에게 음악, 수확물, 그리고 헌납용 조각상 같은 선물들을 바치며 신들이 신전에 거주하도록 유혹했다.

## 역사
지구라트라는 단어는 고대 아시리아어 지쿠라툼(높이, 정점)에서 유래했다. 이는 자카룸(높이 솟아 있다)에서 파생된 것이다. 우르의 지구라트는 우르남무 왕이 우르 제3왕조 시대인 기원전 21세기경 난나/신에게 헌정하여 지은 신수메르 지구라트이다.

## 설명

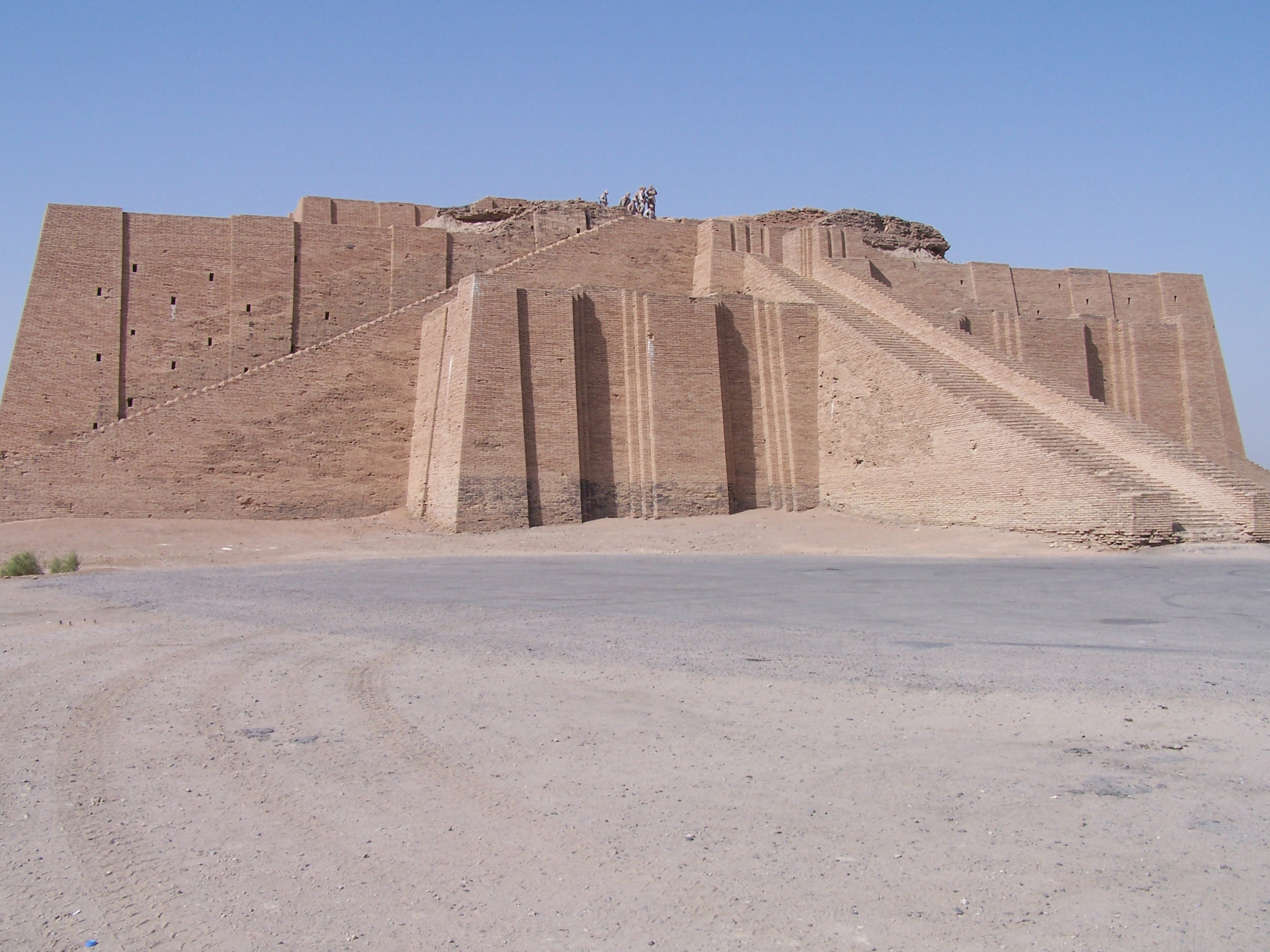
우르남무가 기원전 2100년경 원래 건설한 우르의 지구라트의 부분적으로 재건된 정면과 접근 계단

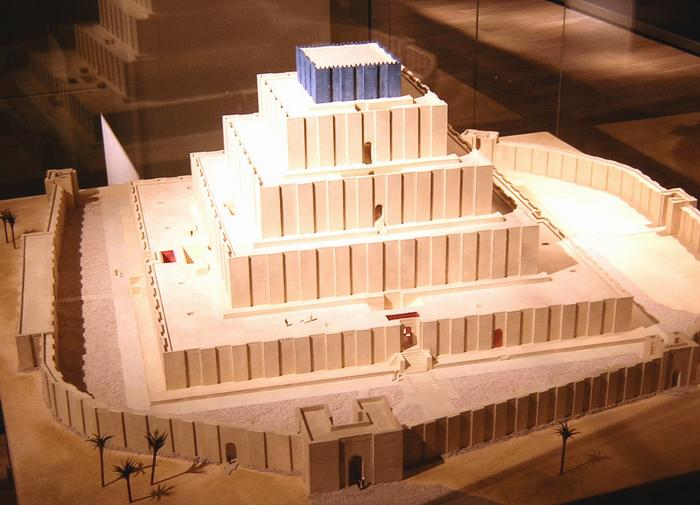
초가 잔빌 지구라트 (모형). 기원전 1300년경

지구라트는 고대 수메르인, 아카드인, 엘람인, 에블라인, 그리고 바빌로니아인들이 지역 종교를 위해 건설했다. 각 지구라트는 다른 건물들과 함께 신전 단지의 일부였다. 지구라트 이전에는 기원전 6 밀레니엄의 우바이드 시대부터 존재했던 솟아오른 플랫폼들이 있었다. 지구라트는 플랫폼(일반적으로 타원형, 직사각형 또는 정사각형)으로 시작되었다. 지구라트는 평평한 꼭대기를 가진 마스타바와 유사한 구조였다. 햇볕에 말린 벽돌이 지구라트의 중심부를 이루었고, 외부에는 구운 벽돌이 마감재로 사용되었다. 각 단은 아래 단보다 약간 작았다. 외부는 종종 다른 색으로 유약을 입혔으며 점성술적 의미를 가졌을 수도 있다. 왕들은 때때로 이러한 유약 벽돌에 자신의 이름을 새기기도 했다. 층수는 두 개에서 일곱 개에 달했다.
고고학자 해리엇 크로퍼드에 따르면,
지구라트가 신전을 지탱했다고 일반적으로 추정되지만, 이에 대한 유일한 증거는 헤로도토스에게서 비롯되었으며, 물리적 증거는 존재하지 않는다... 그러한 신전이 발견될 가능성은 희박하다. 침식으로 인해 남아있는 지구라트는 원래 높이의 극히 일부로 줄어들었지만, 문헌 증거는 이 신전들의 목적에 대해 더 많은 사실을 제공할 수도 있다. 현재 우리의 지식 상태로는 지구라트가 초기 플랫폼 위의 신전에서 발전했으며, 가장 높은 단에는 작은 신전이 서 있었다는 가설을 작업 가설로 채택하는 것이 합리적으로 보인다...

신전으로의 접근은 지구라트 한쪽의 일련의 경사로를 통하거나, 기단에서 정상까지 나선형 경사로를 통해 이루어졌다. 메소포타미아 지구라트는 대중적인 예배나 의식을 위한 장소가 아니었다. 신들이 거주하는 곳으로 여겨졌으며, 각 도시마다 수호신이 있었다. 사제들만이 지구라트나 그 기단에 있는 방에 들어갈 수 있었고, 신들을 돌보고 그들의 필요를 채워주는 것이 그들의 책임이었다. 사제들은 수메르와 아시리아-바빌로니아 사회에서 매우 강력한 구성원이었다.

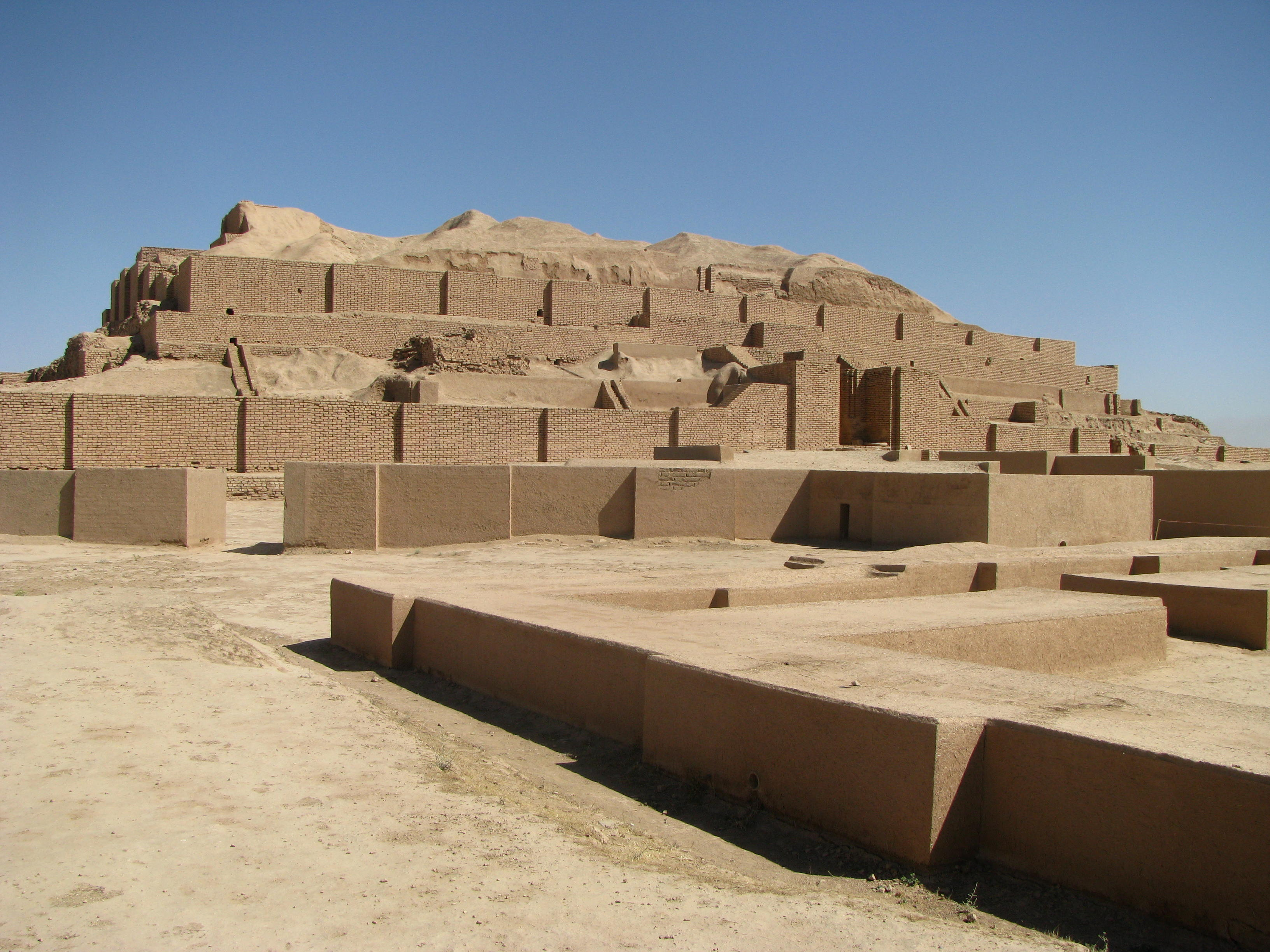
이란 후제스탄의 초가 잔빌에 위치한 엘람의 두르 운타시 지구라트, 기원전 1300년경

가장 잘 보존된 지구라트 중 하나는 서부 이란의 초가 잔빌이다. 이란 카샨에 있는 시알크 지구라트는 기원전 3천년 초기로 거슬러 올라가는 가장 오래된 것으로 알려진 지구라트이다. 지구라트의 디자인은 신전이 놓인 단순한 기단에서부터 여러 계단식 층으로 이루어져 있으며 꼭대기에 신전이 있는 경이로운 수학적, 건축적 걸작에 이르기까지 다양했다.
단순한 지구라트의 예는 고대 수메르의 우루크에 있는 백색 신전이다. 지구라트 자체는 백색 신전이 세워진 기단이다. 그 목적은 신전을 하늘에 더 가깝게 하고, 계단을 통해 지상에서 신전으로 접근할 수 있도록 하는 것이었다. 메소포타미아인들은 이러한 피라미드 신전들이 하늘과 땅을 연결한다고 믿었다. 실제로 바빌론의 지구라트는 수메르어로 "하늘과 땅의 기초의 집"을 의미하는 에테멘앙키로 알려져 있었다.
원래 건설된 날짜는 알려지지 않았지만, 기원전 14세기부터 9세기까지로 추정되며, 문헌 증거에 따르면 2천년경에 존재했다고 한다. 불행히도 이 거대한 구조물은 기단의 많은 부분이 남아 있지 않지만, 고고학적 발견과 역사적 기록에 따르면 이 탑은 일곱 개의 다채로운 층으로 이루어져 있었고, 그 꼭대기에는 정교한 비율의 신전이 있었다. 신전은 칠해졌으며 층의 꼭대기와 어울리는 남색을 띠고 있었던 것으로 생각된다. 신전으로 이어지는 세 개의 계단이 있었는데, 그 중 두 개(측면)는 지구라트 높이의 절반만 올라갔던 것으로 추정된다.

## 해석과 중요성

1970년대에 건설된 바그다드의 알 자쿠라 빌딩

헤로도토스에 따르면 각 지구라트의 꼭대기에는 성소가 있었지만, 이러한 성소 중 현재까지 남아 있는 것은 없다. 기능적으로 지구라트는 매년 저지대를 범람시키고 때로는 수백 킬로미터에 걸쳐 홍수를 일으키는 물을 피할 수 있는 높은 장소를 제공했다. 또한 보안도 제공했다. 성소는 세 개의 계단을 통해서만 접근할 수 있었기 때문에, 소수의 경비병만으로도 비사제들이 지구라트 꼭대기 성소에서 이루어지는 의식, 예를 들어 엘레우시스 밀의종교와 같은 입문 의식, 희생 제물 요리 및 희생 동물 태우기 등을 엿보는 것을 막을 수 있었다. 각 지구라트는 안뜰, 저장실, 욕실, 거주 공간 등을 포함하는 신전 단지의 일부였으며, 그 주변으로 도시가 확장되었고, 사람들을 위한 예배 장소도 있었다. 이는 신성한 건축물로 여겨졌다.

## 영향

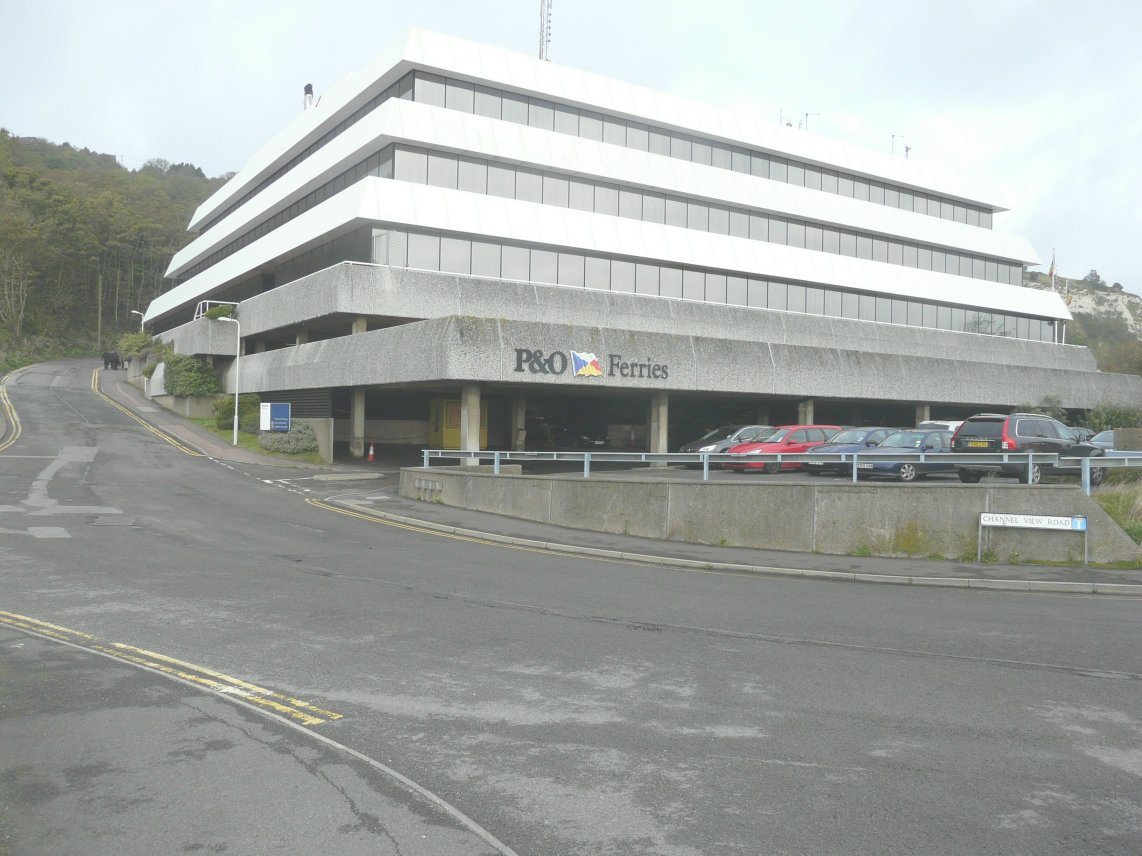
도버항의 P&O 건물

바벨탑에 대한 성경적 기록은 현대 학자들에 의해 메소포타미아의 거대한 지구라트 건설 사업과 연관되어 왔으며, 특히 네부카드네자르 2세의 복원을 묘사하는 바벨탑 석판에 비추어 볼 때 바빌론의 에테멘앙키 지구라트와 연관된다.
일부 역사가에 따르면 이집트 피라미드, 특히 가장 오래된 피라미드(사카라의 조세르의 피라미드, 기원전 2600년)의 계단식 디자인은 메소포타미아에 건설된 지구라트 개념에서 발전했을 수 있다고 한다. 다른 이들은 조세르의 피라미드와 초기 이집트 피라미드가 벤치 형태의 마스타바 무덤에서 지역적으로 유래했을 수 있다고 말한다.
지구라트의 형태는 비록 계단식 지구라트와 비교할 수 있는 조잡한 형태에 불과했지만, 1970년대부터 현대 건축과 브루탈리즘 건축에서 부활을 경험했다. 알 자쿠라 빌딩은 바그다드에 위치한 정부 건물이다. 이 건물은 이라크의 총리실로 사용된다. 바그다드의 바빌론 호텔 또한 지구라트에서 영감을 받았다. 쳇 홀리필드 연방 건물은 그 형태 때문에 구어적으로 "지구라트"로 알려져 있다. 이 건물은 1968년에서 1971년 사이에 지어진 캘리포니아주 라구나 니겔에 있는 미국 정부 건물이다. 추가적인 예시로는 캘리포니아 웨스트 새크라멘토의 더 지구라트, 런던의 SIS 빌딩, 에스토니아 탈린의 린나할 건물이 있다.

## 같이 보기
- 미노스 궁전
- 피라미드
- 스투파

### 참고 자료
- Oppenheim, A. Leo (1977). 《Ancient Mesopotamia》. Chicago: University of Chicago Press. ISBN 0-226-63187-7.
- Tillison, Malachi (1993). 《Sumer and the Sumerians》. New York: Cambridge University Press. ISBN 0-521-38850-3.
- Crawford, Harriet (1993). 《Sumer and the Sumerians》. New York: Cambridge University Press. ISBN 0-521-38850-3.

## 더 읽어보기
- Black, J.A.; Green, A. 〈Ziggurat〉.   Bienkowski, P.; Millard, A. 《Dictionary of the Ancient Near East》. London: British Museum. 327–328쪽.
- Beck, Roger B.; Black, Linda; Krieger, Larry S.; Naylor, Phillip C.; Dahia Ibo Shabaka (1999). 《World History: Patterns of Interaction》. Evanston, IL: McDougal Littell. ISBN 0-395-87274-X.
- Busink, T. (1970). 《L´origine et évolution de la ziggurat babylonienne》. 《Jaarbericht van het Vooraziatisch-Egyptisch Genootschap Ex Oriente Lux》 21. 91–141쪽.
- Chadwick, R. (November 1992). 《Calendars, Ziggurats, and the Stars》. 《The Canadian Society for Mesopotamian Studies Bulletin》 24 (Toronto). 7–24쪽.
- Killick, R.G. 〈Ziggurat〉.   Turner, J. 《The Dictionary of Art》 33. New York & London: Macmillan. 675–676쪽.
- Leick, Gwendolyn (2002). 《Mesopotamia: The Invention of the City》. Penguin Books. ISBN 0-14-026574-0.
- Lenzen, H.J. (1942). 《Die Entwicklung der Zikurrat von ihren Anfängen bis zur Zeit der III. Dynastie von Ur》. Leipzig.
- Roaf, M. (1990). 《Cultural Atlas of Mesopotamia and the Ancient Near East》. New York. 104–107쪽.
- Stone, E.C. (1997). 〈Ziggurat〉.   Meyers, E.M. 《The Oxford Encyclopedia of Archaeology in the Near East》 5. New York & Oxford: Oxford. 390–391쪽.